# Драгичево
Драги́чево (болг. Драгичево) — село в Перницькій області Болгарії. Входить до складу общини Перник.

## Населення
За даними перепису населення 2011 року у селі проживала 2121 особа.
Національний склад населення села:
| Національність   | Кількість осіб | Відсоток |
| ---------------- | -------------- | -------- |
| болгари          | 2020           | 98,3%    |
| цигани           | 27             | 1,3%     |
| інша             | 4              | 0,2%     |
| Всього відповіли | 2054           |          |

Розподіл населення за віком у 2011 році:
Динаміка населення: